# مزرعه بنگلو زرداول
مزرعه بنگلو زرداول یک منطقهٔ مسکونی در ایران است که در شهرستان کازرون واقع شده‌است. مزرعه بنگلو زرداول ۲۱ نفر جمعیت دارد.